# Berliner Liederschulen
Beteckningen Berliner Liederschulen, de berlinska sångskolorna, syftar vanligtvis på två grupper av kompositörer under 1700-talet som eftersträvade att främja den strofiska sången. 

## Erste Berliner Liederschule från omkring 1750
Man räknar Erste Berliner Liederschule, den första berlinska sångskolan, som grundlagd 1753 med Christian Gottfried Krauses och Karl Wilhelm Ramlers Oden mit Melodien. I företalet framhävs att melodierna skall vare så enkla och sångbara som möjligt, och där hänvisas till den franska chansonkonsten som ett mönster av naturlighet och lätthet. Strävandet efter att ge konstsången en folklig musikalisk grundval är emellertid inte romantisk: Krause var en rationalistiskt orienterad personlighet, för vilken det inte rörde sig om att söka sig tillbaka till ursprungligt folkmusikaliskt stoff, utan om att närma konstsången till ett enkelhetsideal, som utformades inom en i högsta grad aristokratisk kultur, och Frankrike blev en naturlig musikalisk förebild, inte minst opéra comique, det franska sångspelet med krav om naturlighet i texter och musik, vars karakteristiska resultat var den folkligt utformade, iöronenfallande melodiken, de många strofiska sångerna och först och främst den talade dialogen.

## Zweite Berliner Liederschule från omkring 1780
De överväganden som kom till uttryck i Oden mit Melodien utvecklades emellertid först helt med den andra generationen av kompositörer som har fått beteckningen Zweite Berliner Liederschule, den andra berlinska sångskolan, med J.A.P. Schulz som en av dess framträdande representanter. Andra som kan nämnas är Johann André (1741-99), Johann Friedrich Reichardt (1752-1814) och Carl Friedrich Zelter (1758-1832), körledare för Sing-Akademie zu Berlin. 
I nära samarbete med den litterära gruppen Göttinger Hainbund, som stiftades 1772, arbetade de med större framgång vidare på det som hade försökts under de föregående årtiondena: att återuppväcka sinnet för förbindelsen av ord och toner och bringa den lödiga konstsången ut till en större krets. Hos Johann Heinrich Voß, Gottfried August Bürger, Matthias Claudius och bröderna Stolberg fann de en sångbar lyrik som var mer i linje med deras egna ideal. Ett föredöme var också Herder, som hade hävdat värdet av den folkliga diktningen med sina Volkslieder, I-II (1778-79).